# Makinsk
Makinsk (ryska: Макинск) är en ort i Kazakstan.   Den ligger i oblystet Aqmola, i den centrala delen av landet, 180 km norr om huvudstaden Astana. Makinsk ligger 380 meter över havet och antalet invånare är 17 711.
Terrängen runt Makinsk är platt. Runt Makinsk är det mycket glesbefolkat, med 7 invånare per kvadratkilometer. Det finns inga andra samhällen i närheten. Omgivningarna runt Makinsk är en mosaik av jordbruksmark och naturlig växtlighet.